# Ann-Marie MacDonald
Ann-Marie MacDonald (Baden-Baden, 29 ottobre 1958) è una scrittrice, attrice e librettista canadese.

## Biografia
È una scrittrice di teatro e romanzi, attrice e giornalista televisiva. Vive a Toronto, Ontario. Figlia di un ufficiale dell'aeronautica canadese, è nata in una base militare nelle vicinanze di Baden-Baden (nell'allora Germania Ovest), dove suo padre era stato assegnato. Anna-Marie MacDonald ha vinto il Commonwealth Writers Prize per il miglior esordio con il suo primo romanzo Chiedi perdono nel 1997.
Ha ricevuto il Governor General's Award per meriti letterari, il Floyd S. Chalmers Canadian Play Award e il premio della Canadian Author's Association per la sua opera teatrale Buonanotte Desdemona (buongiorno Giulietta). Il suo romanzo Come vola il corvo è stato ispirato in parte al caso Steven Truscott e in parte alla sua infanzia trascorsa nelle basi aeronautiche in Germania. Ha scritto alcuni libretti d'opera e per musical.
La sua compagna è Alisa Palmer, scrittrice e regista di teatro.

## Opere

### Tradotte in italiano
- Buonanotte Desdemona (buongiorno Giulietta) (Goodnight Desdemona (Good Morning Juliet)) - 1988, opera teatrale
- Chiedi perdono (Fall on Your Knees), 1996, romanzo
- Come vola il corvo (The Way the Crow Flies), 2003
- L'età adulta, (2015) romanzo

### In inglese
- The Arab's Mouth - 1990, opera teatrale
- The Attic, the Pearls and Three Fine Girls - 1995, opera teatrale
- Belle Moral - 2004, opera teatrale

## Libretti
- Nigredo Hotel - 1992, libretto per un'opera
- Anything That Moves - 2000, libretto per musical

## Filmografia
- Introducing... Janet (Merilee) 1983
- The Wars (Rowena Ross) 1983
- Unfinished Business (Paula) 1984
- Mafia Princess (TV) (studente) 1986
- Ho sentito le sirene cantare (I've Heard the Mermaids Singing) (Mary Joseph) 1987
- Where the Spirit Lives (Kathleen Gwillimbury) 1989
- Where the Heart Is T.V. Reporter (Stock Exchange) 1990
- Shattered Trust: The Shari Karney Story (TV) (Diana Marsden) 1993
- Paint Cans (Inge Von Nerthus) 1994
- The Babymaker: The Dr. Cecil Jacobson Story (TV) (Mrs. Smith) 1994
- A Taste of Shakespeare (serie TV) (Portia) 1995
- Friends at Last (TV) (Mother at School) 1995
- Getting Away with Murder (ospite del party di Martys) numero 3 1996
- Her Desperate Choice (TV) (insegnante) 1996
- Too Close to Home (TV) (Dr. Sawyer) 1997
- Meglio del cioccolato (Frances) 1999
- Interviews with My Next Girlfriend (voce narrante) 2002